# Felsőcsatár
Felsőcsatár (kroatisch Gornji Četar, deutsch Oberschilding) ist eine ungarische Gemeinde im Kreis Szombathely im Komitat Vas. Sie besteht aus den Ortsteilen Felsőcsatár (Oberschilding) und Alsócsatár (Unterschilding). Ein Viertel der Bewohner zählt zur Volksgruppe der Kroaten.

## Geografische Lage
Felsőcsatár liegt 14 Kilometer westlich des Komitatssitzes und der Kreisstadt Szombathely, am linken Ufer des Flusses Pinka und grenzt im Westen an Österreich.  Ungarische Nachbargemeinden sind Narda, Vaskeresztes, Dozmat und Nárai. Jenseits der Grenze liegen die österreichischen Gemeinden Schandorf und Hannersdorf.

## Geschichte
Felsőcsatár entstand 1933 durch den Zusammenschluss der beiden Orte Felsőcsatár und Alsócsatár. Im Jahr 1913 gab es in der damaligen Kleingemeinde Felsőcsatár 103 Häuser und 587 Einwohner auf einer Fläche von 2810 Katastraljochen und in der Kleingemeinde Alsócsatár 39 Häuser und 244 Einwohner auf einer Fläche von 288 Katastraljochen. Beide Orte gehörten zu dieser Zeit zum Bezirk Szombathely im Komitat Vas.

## Sehenswürdigkeiten
- Römisch-katholische Kirche Szent Miklós erbaut 1852
- Römisch-katholische Kapelle Szűz Mária auf dem Weinberg, erbaut 1719
- Christus-Statue vom Anfang des 18. Jahrhunderts
- József-Csatári-Büste, erschaffen 1984 von Antal Illyés
- Marienstatue
- Museum über den Eisernen Vorhang
- Szentháromság-Säule

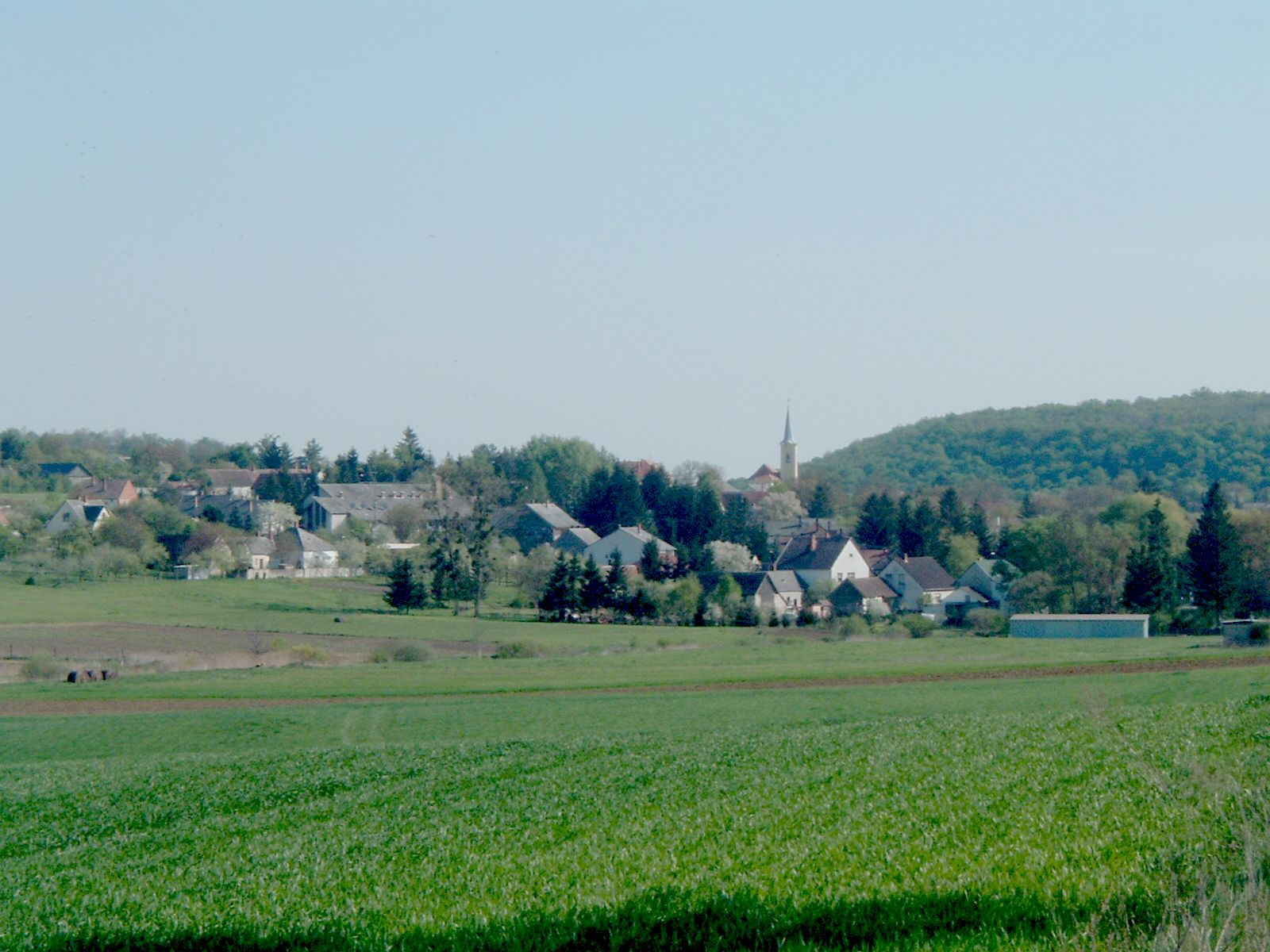
Blick auf Felsőcsatár
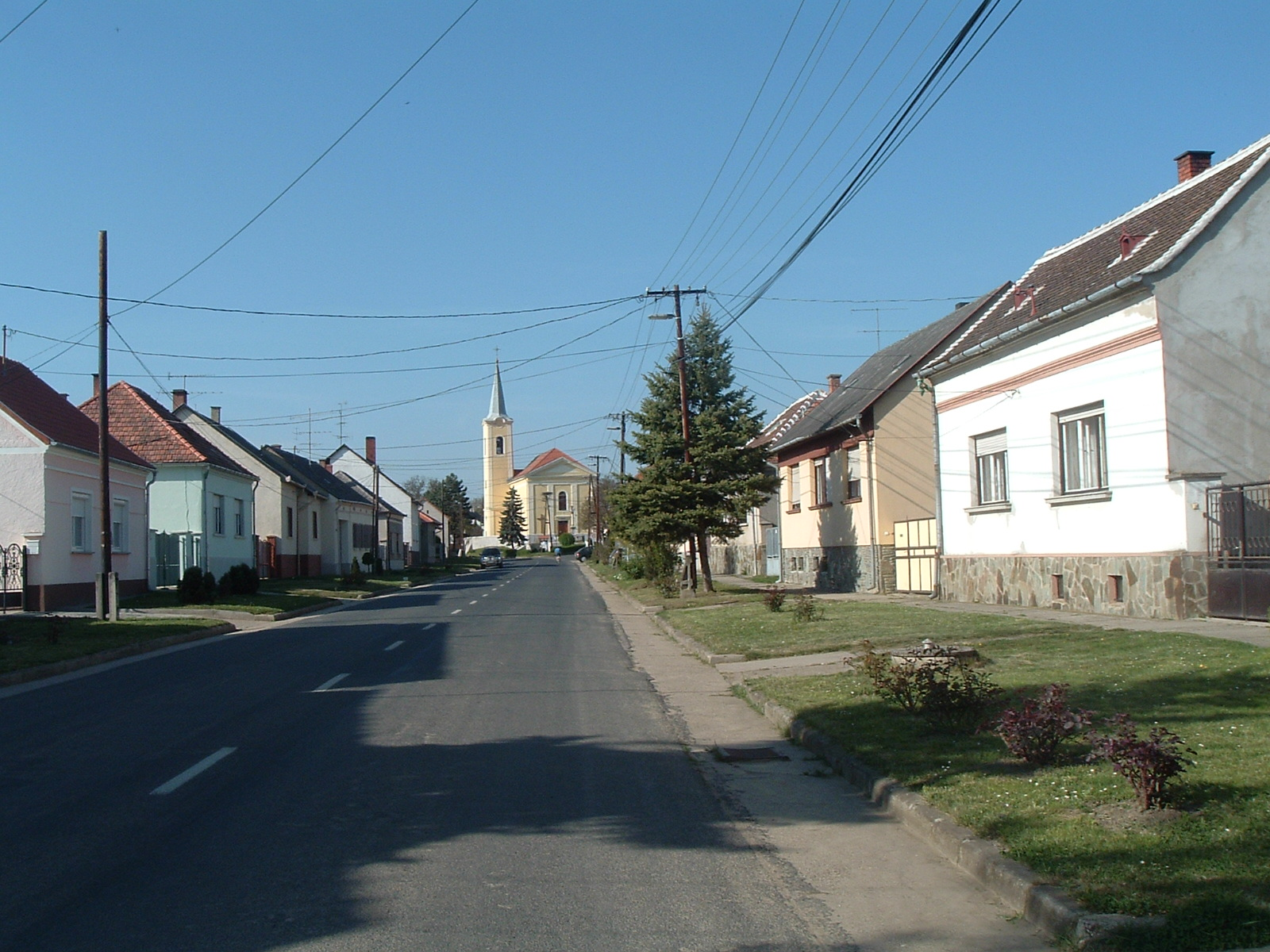
Hauptstraße in Felsőcsatár
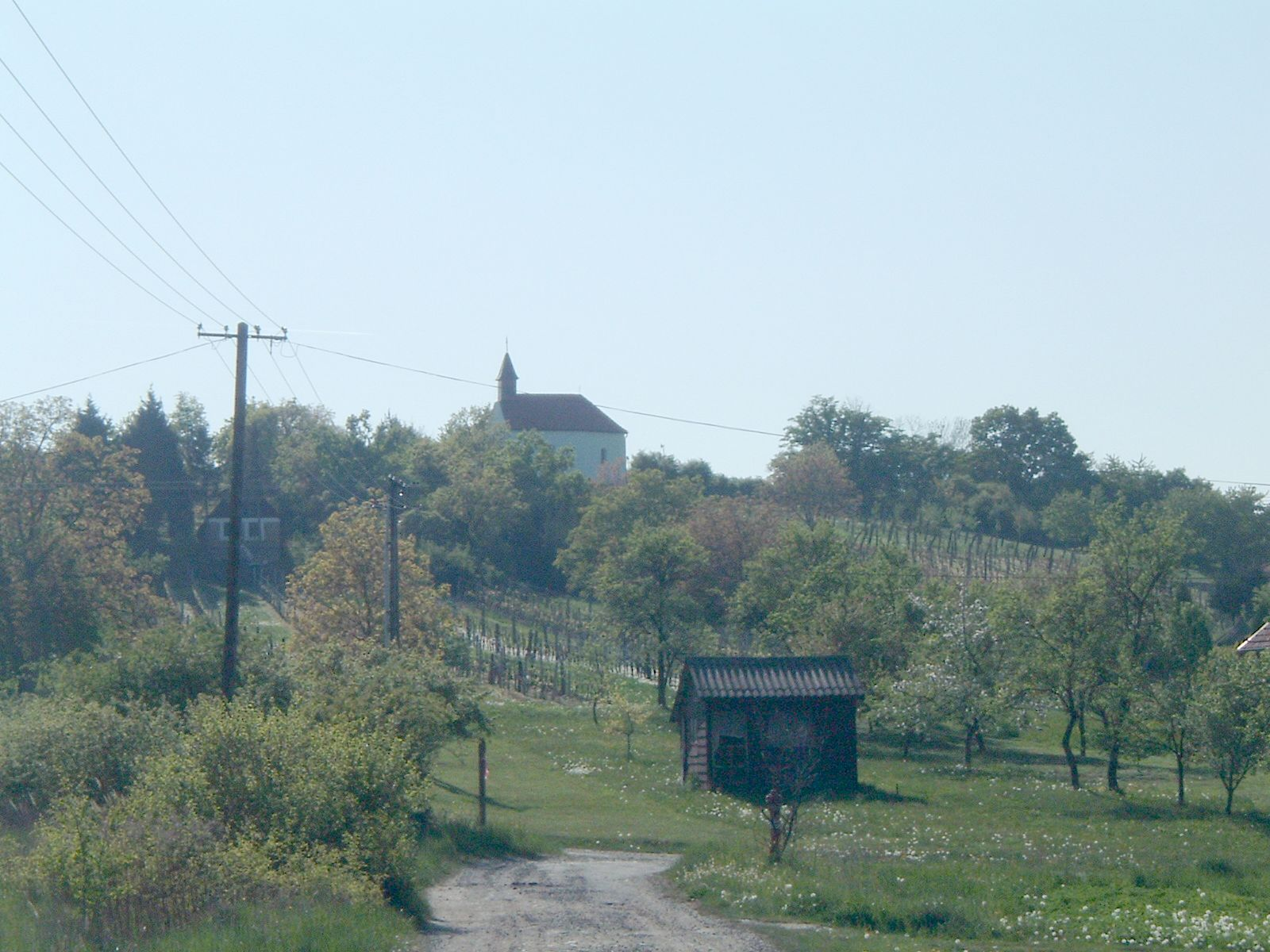
Kapelle Szűz Mária auf dem Weinberg
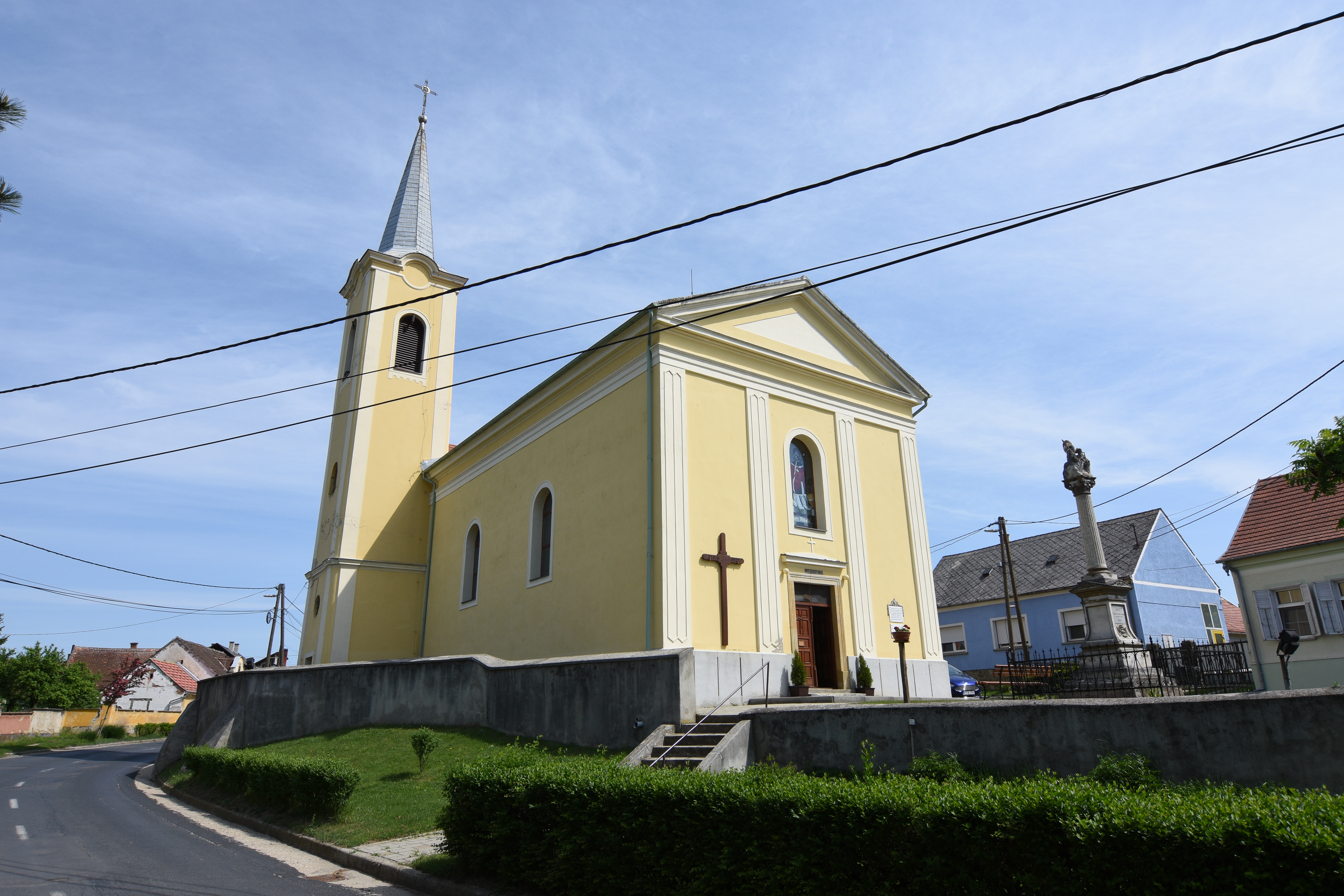
Römisch-katholische Kirche Szent Miklós
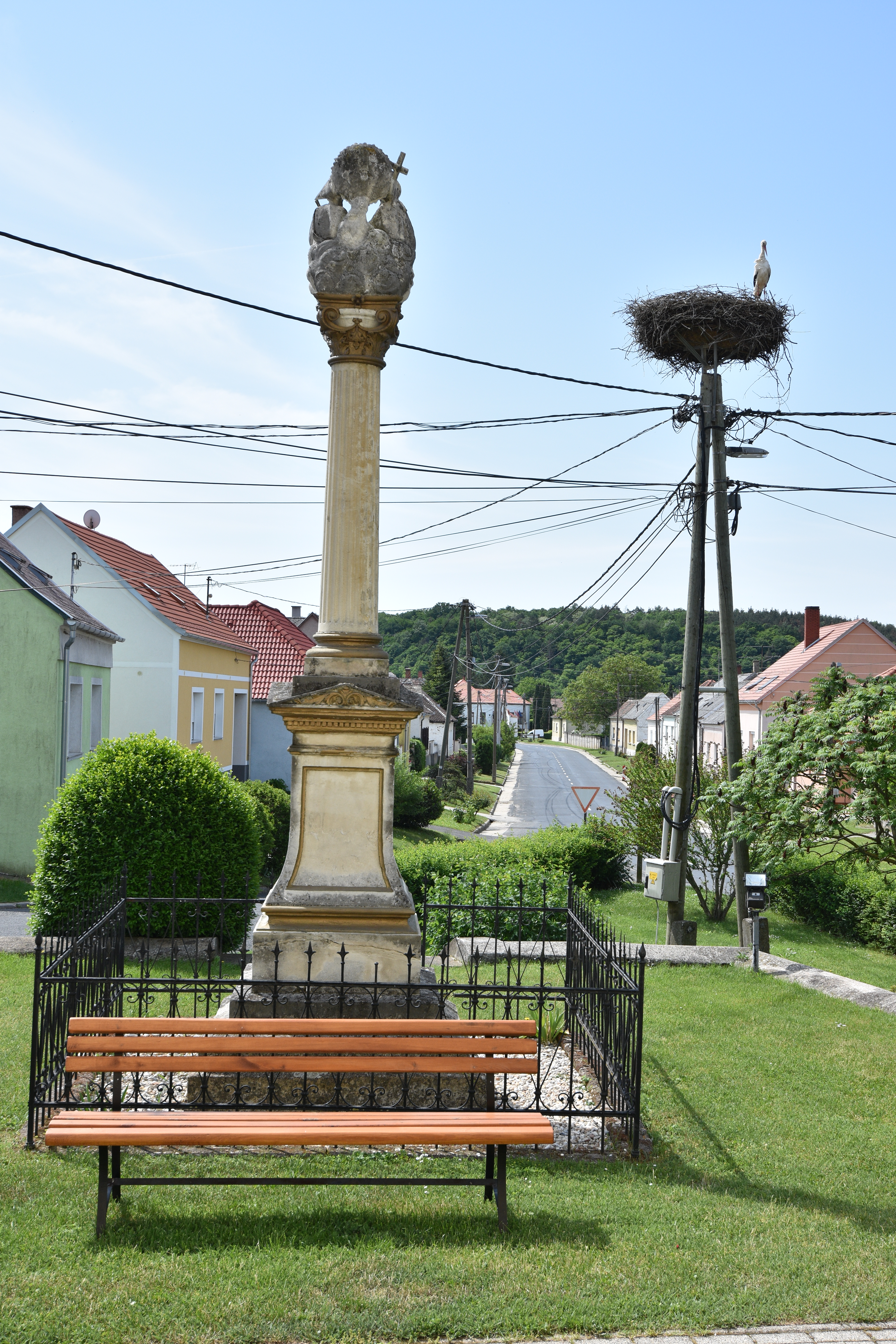
Dreifaltigkeitssäule vor der Kirche
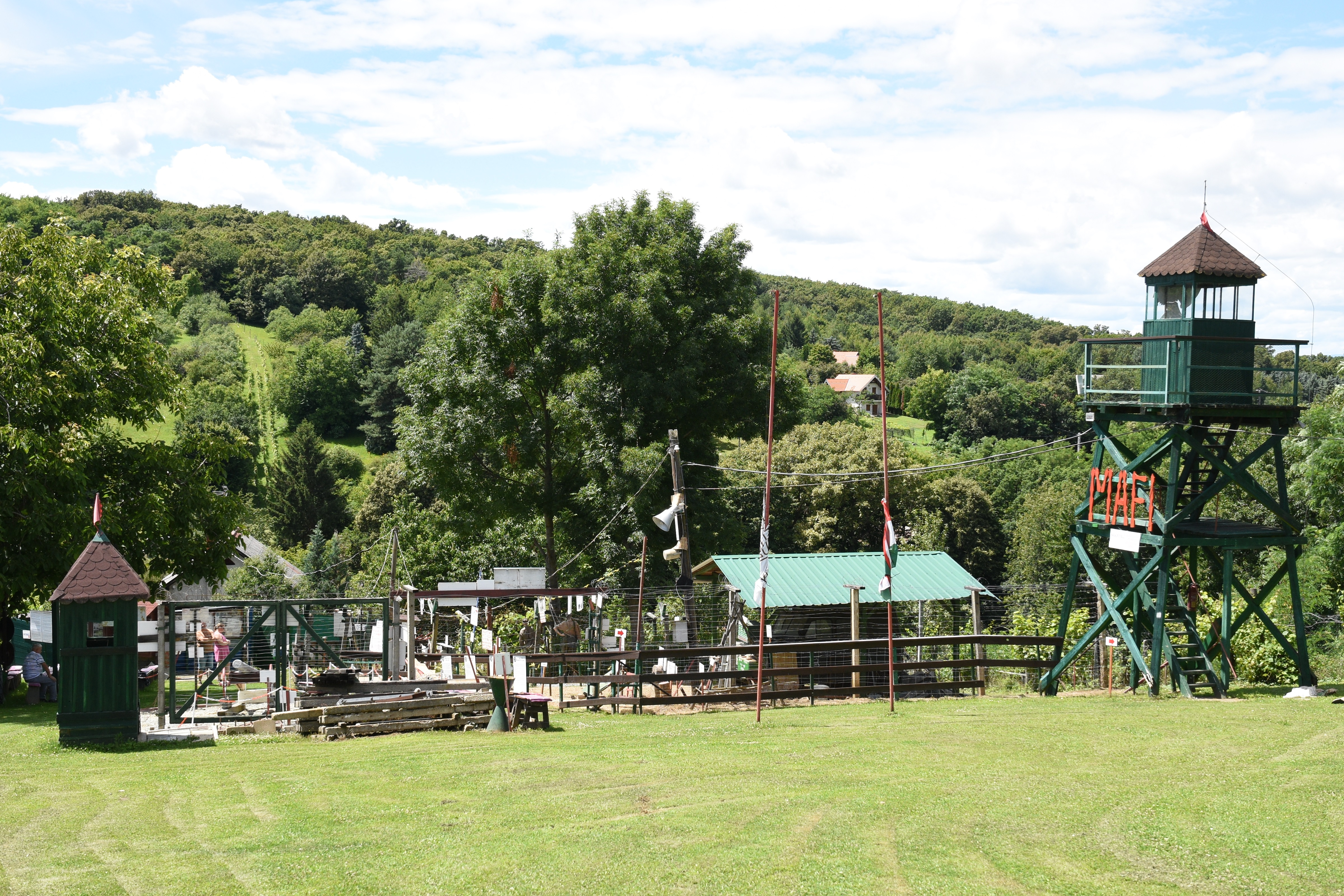
Museum zum Eisernen Vorhang

## Verkehr
Durch Felsőcsatár verläuft die Landstraße Nr. 8714. Es bestehen Busverbindungen über Dozmat sowie über Pornóapáti nach Szombathely, wo sich der nächstgelegene Bahnhof befindet.